# Karantanischer Panther

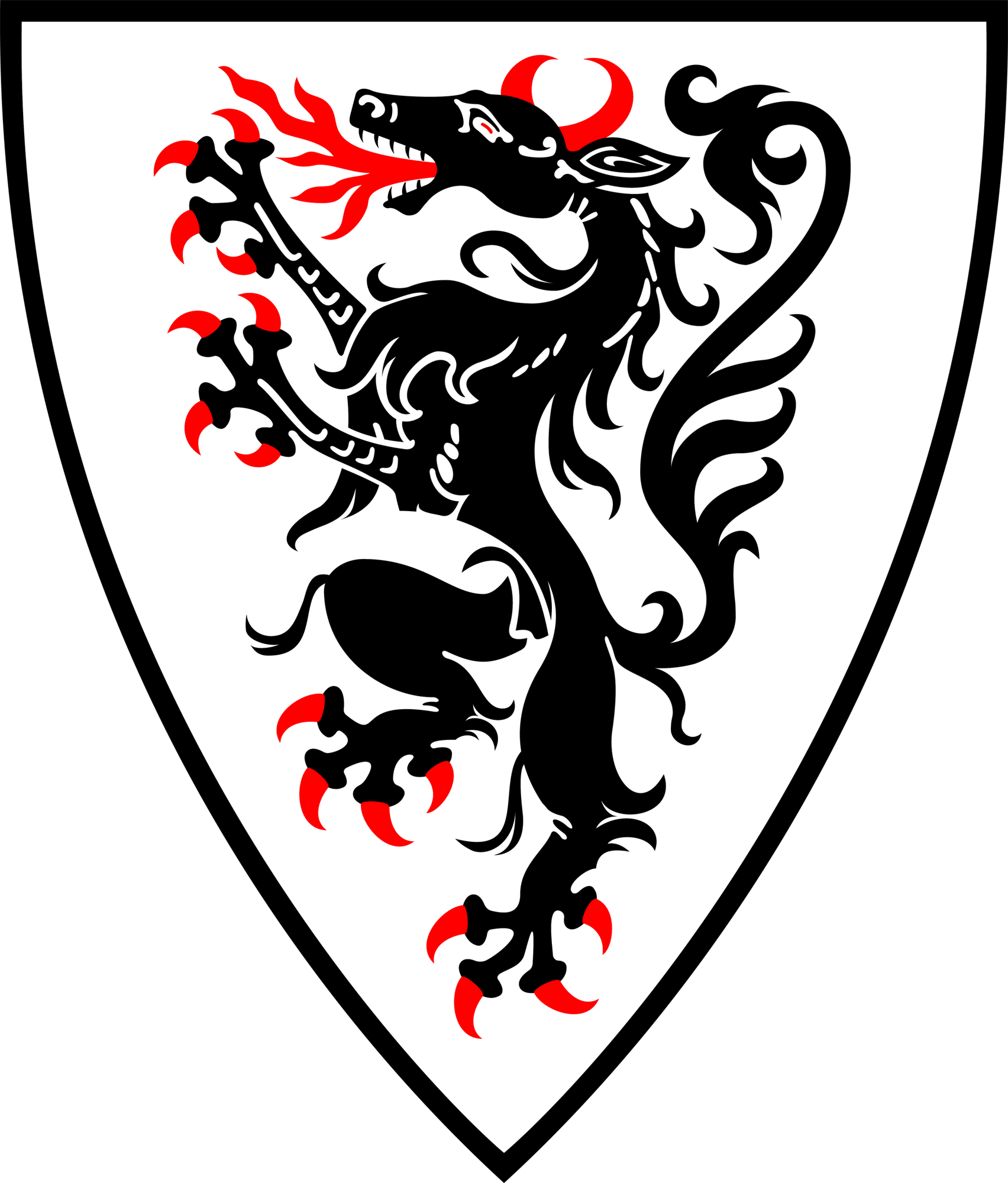
Symbolbild

Der sogenannte Karantanische Panther (slowenisch karantanski panter, nach dem mittelalterlichen Fürstentum Karantanien) oder Schwarze Panther (slowenisch črni panter) ist ein stilisierter schwarzer heraldischer Panther auf Silbergrund, der erstmals im 12. Jahrhundert auf dem Wappen des Kärntner Herzogs Hermann II. aus dem Haus Spanheim belegbar ist. Die Spanheimer Herzöge führten den Panther bis 1246 in ihren Siegeln. Seine Rolle als damaliges Kärntner Wappen und seine Herleitung als karantanisches oder gar norisches Symbol ist umstritten, stößt jedoch insbesondere unter nationalbewussten Slowenen auf beträchtliche Resonanz.
Das Symbol findet auch Verwendung in Verbandsabzeichen in Teilen der slowenischen Sicherheitskräfte; namentlich innerhalb der Streitkräfte und der slowenischen Polizei. Seit der Unabhängigkeit Sloweniens 1991 gab es mehrere Vorschläge, das Wappen Sloweniens durch den Karantanischen Panther zu ersetzen.

## Ursprung
Die Herkunft des Symbols ist unklar. Nach Angaben des Archäologen und Historikers Andrej Pleterski erscheint es erstmals im Wappen der Kärntner Sponheimerlinie. Der Historiker Peter Štih stellt eine historisch belegbare Beziehung zu Karantanien in Abrede. Im Gegensatz dazu führt der umstrittene Laienhistoriker Jožef Šavli, ein Anhänger der Veneter-Theorie, den schwarzen Panther auf die Römische Provinz Noricum zurück, von der es demnach Karantanien und später der steirische Adel übernommen haben, woraus sich auch das steirische Wappen entwickelt habe.

## Umstrittene Verwendung

### Symbol Karantaniens
Das Symbol des schwarzen Panthers in seiner aktuellen Form wurde erstmals in den 1980er Jahren vom Historiker Jožko Šavli rekonstruiert. Šavli behauptete, er habe mehrere Adelsfamilien aus dem alten Karantanien entdeckt, die ein schwarzes Panther in ihrem Familienwappen haben. Er behauptete auch, er habe mehrere Dokumente entdeckt, in denen der schwarze Panther als altes Symbol Karantaniens erwähnt werde. Aus all diesen mutmaßlichen Hinweisen rekonstruierte er den Panther als das wahrscheinliche Symbol des karolingischen Karantaniens.
Šavlis Schlussfolgerungen erlangten rasch Popularität unter jungen slowenischen Patrioten und Nationalisten.

### Symbol Kärntens
Obgleich der schwarze Panther als Wappenfigur von Kärntner Herzögen unumstritten ist, bestreiten akademische Historiker wie Peter Štih die Hypothese, dass der schwarze Panther das Symbol des karolingischen und des ottonischen Herzogtums Kärnten selbst gewesen sei. Nach ihren Ansichten sind alle Quellen, die auf eine solche Schlussfolgerung hindeuten würden, vage. Darüber hinaus gebe es keine direkten Belege dafür, dass das Symbol im slawischen Fürstentum Karantanien verwendet worden sei.

## Aktuelle Verwendung

### Slowenien
Jožko Šavlis stilisierte Version des schwarzen Panthers findet innerhalb der slowenischen Streitkräfte und Polizei rege Verwendung. Innerhalb des slowenischen Militärs befindet sich das Symbol auf dem Wappen des Generalstabs der slowenischen Streitkräfte (slowenisch Generalštab Slovenske vojske) und des United Operational Center (slowenisch Združeni operativni center), obwohl der Panther im letzteren Fall spiegelverkehrt nach rechts zeigt. Auf den Karantanischen Panther wird auch im Wappen der Spezialeinheit der slowenischen Polizei Bezug genommen, das einen roten Panther auf schwarzem Schild zeigt. Diese Einheit wird allgemein als Rote Panther (slowenisch Rdeči panterji) bezeichnet.